# Georg Pørksen
Georg Pørksen (født 2. december 1944 i Glostrup) er en tidligere dansk atlet. Han er medlem af Glostrup IC.

## Danske mesterskaber
- Sølv 1975 Trespring 14,25
- Bronze 1971 Trespring 14,15

## Personlig rekord
- Trespring: 14,41 Kalundborg 9 august 1970